# Porga (Benin)
Porga ist ein beninisches Dorf im Arrondissement Dassari in der Kommune Matéri im Département Atakora. Es ist Namensgeber für den Flugplatz Porga.
Südlich des Ortes verläuft die Fernstraße RNIE3, die nach kurzer Distanz nordwärts nach Burkina Faso führt.
Anfang Dezember 2021 kam es zu einem Überfall, mutmaßlich von Islamisten aus Burkina Faso, bei dem zwei Soldaten getötet wurden. Dies war, nach einem vergleichbaren Vorfall im Département Alibori, der zweite Angriff auf einen beninischen Grenzposten innerhalb einer Woche.